# Maackia tenuifolia
Maackia tenuifolia là một loài thực vật có hoa trong họ Đậu. Loài này được (Hemsl.) Hand.-Mazz. miêu tả khoa học đầu tiên.